# Plataforma GMT
A plataforma GMT é usada pela General Motors em seus SUVs/caminhões. Foi fabricado em diversos países. Sua produção teve início no ano de 1973, na Alemanha, e encerrou-se em 1995, no Brasil.
O veículo contava com configuração mecânica tradicional, com motor quatro cilindros em linha, posicionado longitudinalmente, na dianteira e tração traseira. Os motores variavam de país para país. Sendo o de menor potência produzido na Alemanha (1.2 litros e 60HP, do Kadett básico) e o de maior potência produzido na Inglaterra (2,3 litros e 200 HP, do Chevette HS).

## Veículos utilizadores da Plataforma T
- Alemanha - Opel Kadett C (1973 - 1979)
- Argentina - Opel K-180 (1974 - 1977)
- Austrália - Holden Gemini (1975 - 1984)
- Brasil - Chevrolet Chevette (1973 - 1993), Chevrolet Marajó (station wagon) (1982 - 1990) e Chevrolet Chevy (pick-up)(1984 - 1995)
- Coreia do Sul - Daewoo Maepsy / Saehan Bird, Daewoo / Saehan Max (pick-up) (1982 - 1986)
- Estados Unidos - Buick Opel (importado da Alemanha) (1973 -1979), Chevrolet Chevette (1976 - 1987) e Pontiac 1000 / Arcadian (1976 - 1987)
- Inglaterra - Vauxhall Chevette (1975 -1983)
- Japão - Isuzu Gemini (1974 - 1984)